# Feierabend (Loriot)
Feierabend ist ein dreieinhalb Minuten langer Zeichentrick-Sketch des deutschen Humoristen Loriot, der von dem Ehe- bzw. Kommunikationsproblem der auch in zwei anderen Sketchen (siehe Das Frühstücksei und Fernsehabend) auftretenden Eheleute Hermann und Berta handelt. Der Sketch wurde erstmals am 16. Mai 1977 im Rahmen der Sendung LORIOT III von Radio Bremen ausgestrahlt.

## Handlung
Der Ehemann Hermann sitzt im Wohnzimmer im Sessel, seine Frau ist nur durch die Tür zur Küche sichtbar, wo sie entweder von einer Seite zur anderen geht oder den Kopf zur Tür herausstreckt. Ansonsten sieht man sie bei keiner Tätigkeit, man hört nur das Klappern von Geschirr. Berta, deren Name hier allerdings nicht genannt wird, fragt Hermann, was er denn mache, worauf er antwortet, er mache nichts. Seine Frau schlägt ihm einen Spaziergang vor und will ihm dafür gleich seinen Mantel bringen, ohne dass er dem Vorschlag überhaupt zugestimmt hat. Er lehnt jedoch dankend ab, seiner eigenen Aussage nach möchte er „einfach nur hier sitzen“. Sie behauptet, dass es doch zu kalt ohne Mantel sei. Hermanns Versuch, ihr zu erklären, dass er gar nicht spazieren gehen wolle, scheitert, da Berta behauptet, eben habe er doch gewollt. Kurz darauf schlägt sie ihm vor, er könne die Illustrierten lesen, und will sie ihm bringen. Als er ablehnt, wirft sie ihm vor, sich nur bedienen lassen zu wollen. Schließlich sagt sie ihm, er solle doch nicht so aggressiv sein, und Hermann erwidert, er sei doch nicht aggressiv. Sie fragt, warum er sie denn dann so anschreie, woraufhin ihr Ehemann „Ich schreie dich nicht an!“ zurückbrüllt.

## Rezeption
Dieser Sketch veranschaulicht, wie in Loriots Sicht auch romantische und eheliche Situationen Gelegenheiten des komischen Scheiterns sind. Er kann verstanden werden als Versuch einer Erziehung zwar nicht im Sinne Molières, dessen Werke auch eine Komik der moralischen Abweichung bedienten und eine Haltung moralischer Überlegenheit forderten, aber im Sinne einer Erziehung zu Bescheidenheit und der Fähigkeit, über eigene Inkompetenzen zu lachen.
Der Sketch kann aber auch interpretiert werden als eine Thematisierung der Frage nach dem aktiven Ich, wie es unter anderem von Sir Karl Raimund Popper und Sir John Carew Eccles in Das Ich und sein Gehirn (1982) propagiert wurde: Im aktiven Ich zeige sich die Freiheit des Menschen. Interpretiert man ihn als inneren Monolog, so gibt der Sketch auf humorvolle symbolische Weise eine Antwort auf diese Frage: Eine Seite des Menschen sehnt sich nach Stille, die andere redet.
Der Sketch erlangte allgemeine Popularität. Er wird als Beispiel zum Kommunikationsverhalten herangezogen. Viele Sätze aus den Sketchen Loriots sind inzwischen geflügelte Worte. Auch die aus diesem Sketch stammenden Aussprüche wie „Ich möchte einfach hier sitzen.“ oder der abschließende Aufschrei Hermanns „Ich schreie dich nicht an!“ sind weithin bekannt.
Während der Corona-Pandemie wurde eine von dem Schauspieler Dror Keren auf Hebräisch synchronisierte Fassung des Sketches veröffentlicht, um die Bevölkerung während der Zeit der Ausgangsbeschränkungen in Israel aufzuheitern.

## Textausgaben (Auswahl)
- Loriots dramatische Werke. Diogenes, Zürich 1981, ISBN 3-257-01004-4, S. 120–123.
- Menschen, Tiere, Katastrophen. Reclam, Stuttgart 1992, ISBN 3-15-008820-8, S. 42–45.
- Das Frühstücksei. Diogenes, Zürich 2003, ISBN 3-257-02081-3, S. 107–110.
- Gesammelte Prosa. Diogenes, Zürich 2006, ISBN 3-257-06481-0, S. 168–171.